# Inreselet, Norrbotten
Inreselet är en sjö i Luleå kommun i Norrbotten och ingår i Råneälvens huvudavrinningsområde. Sjön har en area på 0,213 kvadratkilometer och ligger 131,9 meter över havet. Inreselet ligger i Råneälven Natura 2000-område. Sjön avvattnas av vattendraget Bjurån.

## Delavrinningsområde
Inreselet ingår i det delavrinningsområde (735258-178442) som SMHI kallar för Ovan Bäcken. Medelhöjden är 154 meter över havet och ytan är 4,96 kvadratkilometer. Räknas de 4 avrinningsområdena uppströms in blir den ackumulerade arean 36,06 kvadratkilometer. Bjurån som avvattnar avrinningsområdet har biflödesordning 2, vilket innebär att vattnet flödar genom totalt 2 vattendrag innan det når havet efter 50 kilometer. Avrinningsområdet består mestadels av skog (82 procent). Avrinningsområdet har 0,38 kvadratkilometer vattenytor vilket ger det en sjöprocent på 7,6 procent.